# Manuel do Nascimento
Manuel do Nascimento Correia (27 de Dezembro de 1912, Monchique – 30 de Dezembro 1966, Lisboa), escritor, jornalista, ficcionista, fotógrafo e editor português. Por ser filho de burgueses (José Nicolau Correia, comerciante de madeiras, e Fernanda Correia) teve a oportunidade de prosseguir estudos, nomeadamente de Química, na Escola Técnica de Lisboa, de onde saiu já técnico de engenharia. Assim que terminou os seus estudos, ingressou no mundo laboral, começando por trabalhar numa mina. Foi a partir daí que tomou consciência das situações em que viviam os trabalhadores, tendo essa consciência transformado toda a sua escrita. Quando se viu com a saúde fragilizada pela dureza, abandonou o emprego e regressou a casa para recuperar, começando então a escrever.
Conviveu com grandes personalidades  do século XX, como Fernando Namora, Aquilino Ribeiro, José Régio, Manuel da Fonseca, e manteveve também algumas ligações com o movimento Presença. Foi um importante autor português do neorrealismo e por se ter dedicado ao ofício da escrita durante o regime Salazarista foi alvo de perseguição política, tendo sido censurado e preso.
Manuel do Nascimento veio por fim a falecer durante uma viagem de comboio, a caminho de Lisboa, em 31 de dezembro de 1966.

## Biografia
Manuel do Nascimento Correia nasceu a 27 de Dezembro de 1912, em Monchique. Viveu com os pais, burgueses (José Nicolau Correia, comerciante de madeiras e Fernanda Correia) e com as suas duas únicas irmãs. Em Monchique, chegou ainda a dar aulas de educação física e a treinar um grupo de basquetebol, tal era o seu interesse por desporto.
Teve a oportunidade de prosseguir estudos, nomeadamente Química na escola técnica de Lisboa de onde saiu já técnico de engenharia.
Após a conclusão dos seus estudos entrou no mercado de trabalho, desempenhando funções nas minas de Jales. Foi também nas minas que Manuel do Nascimento teve o primeiro contacto com a dura realidade que se provou  antagónica a como ele desejaria que  fosse. Este choque gerou uma revolta interior que viria a crescer no autor português que tomou então consciência das situações em que viviam os operários, trabalhando futuramente esse aspeto nas suas obras.
Tendo sido atacado por uma doença pulmonar, tuberculose, Manuel do Nascimento viu-se obrigado a voltar a casa dos pais, na sua cidade natal e aí, auxiliando-se da máquina de escrever do seu amigo António Batalim, deu início às suas aventuras  na escrita, tratando de temas como os condicionalismos sociais que prendiam a mulher, ou a dura vida dos mineiros que ele próprio havia experienciado.
Foi em 1938 que escreveu o seu primeiro livro, Mineiros, que aborda essa mesma temática, não tendo contudo sido primeiro  da sua autoria a ser publicado.
Posteriormente, mudou-se  com a mulher e o filho para a casa de campo do pai, situada no Sítio do Vale, uma vez que  as condições climáticas do local lhe pareciam proporcionar uma melhor recuperação, e assim foi. Viveu ainda algum tempo nas Caldas de Monchique, antes de retornar a Lisboa.
Tendo passado por dificuldades financeiras, viu-se obrigado a seguir carreira no jornalismo e a publicar em "Eva", "Mundo", "A Cooperação", "Portugal Ilustrado" e colaborando  em revistas como " Revistas Vértice" e "Ela Revista", nunca tendo, no entanto, integrado permanentemente a redação de nenhuma publicação.
Foi contemporâneo de várias personalidades do século XX, entre as quais encontram-se  Fernando Namora (com quem trocou, aliás, cartas, as quais se encontram hoje em dia no espólio do museu de Vila Franca de Xira), Aquilino Ribeiro, José Régio, Manuel da Fonseca e teve também ligações com o movimento Presença.
Foi um importante autor português do neorrealismo, inclusive foi assumido como uma das mais importantes figuras da escrita portuguesa da atualidade, após ter publicado Agonia, na Catalunha.
Depois de uma experiência na capital  foi para o Porto, onde foi redator de "O Primeiro de Janeiro", colaborando ainda em revistas como a "Ver e Crer" .
Como nos é dado a conhecer através de  “Um escritor algarvio quase esquecido", por José Rosa Sampaio Manuel do Nascimento “Publicaria a seguir um Roteiro da Província do Algarve (Tavira, 1951), numa altura em que vivia em Monchique, onde era professor e colaborador de jornais nacionais. Nesta obra, não deixa de estar presente uma certa ironia e alguma crítica social, nomeadamente quando se refere à sua terra natal.” 
É também recordado  por ter conseguido tirar uma foto a Manuel Ribeiro de Paiva, pintor, também ele neorrealista, que inclusive ilustrou alguns dos livros de Manuel do Nascimento. O autor português encontra-se ainda presente na memória dos portugueses por ter sido dono da editora que trabalhou as traduções das obras de Shakespeare pela primeira vez. 
Por se ter dedicado ao ofício da escrita durante o regime salazarista, e tendo em conta os temas de resistência anti-fascista predominantes nas suas obras, foi  alvo de perseguição política,através da censura existente à época e até mesmo preso.
Apelidado de grande cronista dos mineiros, Manuel do Nascimento Correia veio a falecer, pouco depois do seu aniversário de 54 anos, a 30 de Dezembro de 1966 durante uma viagem de comboio interurbano ,na linha de Sintra, o qual vinha da Damaia e ia a caminho de Lisboa. A causa de morte  foi um colapso cardíaco.

## Obras
Romances
- 1943: Eu queria viver!
- 1944: Mineiros
- 1946: O aço mudou de Têmpera
- 1954: Agonia
- 1958: Agonia (em catalão)
- 1958: Eu queria viver! (reedição)

Contos
- 1927: A lenda da princesa das campânulas ( conto)
- 1943: Dona Maria morreu no outono ( novela)
- 1946: O último espetáculo do circo monumental (conto, tradução russo, 1977)
- 1955: Nada de importância ( conto)
- 1955: Suspeita (conto)
- 1955: O último espetáculo (conto)
- 1959: No Res D’Importancia ( tradução catalã do conto Nada de Importância)
- 1960: Histórias de Mineiros

Vários
- 1951: Roteiro da Província do Algarve
- 1951: Crónica de E. Moura Coutinho sobre o Roteiro
- 1961: Encontros Vol I.

Jornalismo
- 1949:  A velha Casa do Poeta José Régio, reportagem (Eva, Julho de 1949)
- 1950: Paisagem e Gente do Algarve- O Mar e a sua Riqueza de Prata, reportagem (Ver e Crer, N.º57, Abril de 1950)
- 1959: Como nasce uma revista- Não é um produto de geração espontânea, reportagem (Mundo, N.º 104, 30 de Junho de 1959)
- 1960: Histórias de Mineiros
- 1961: Encontros Vol I – Notas de Abertura (Edição do Autor, Lisboa, 1961)

Atividade editorial
- 1960: Obras de Shakespeare   19??: O segredo de Luca  19??: Memórias de casanova

## Caracterização da obra
A obra de Manuel do Nascimento é pautada pela temática da injustiça social – quando o autor trabalhou nas minas, testemunhou as condições dos trabalhadores, a miséria que pincelava a vida deles, o que acabou por culminar num tema a que recorria frequentemente no seu trabalho. É também recorrente um traçado realista da submissão feminina às regras impostas pela sociedade, a forma como a burguesia se sujeitava ao dinheiro, e a exploração salarial. A escrita continha um forte desejo de colocar o quotidiano a nu, e as suas personagens encontravam-se, por norma, marcadas por uma inércia que as acorrentava, assim como pela situação social que as esmagava.